# Walter Ophey

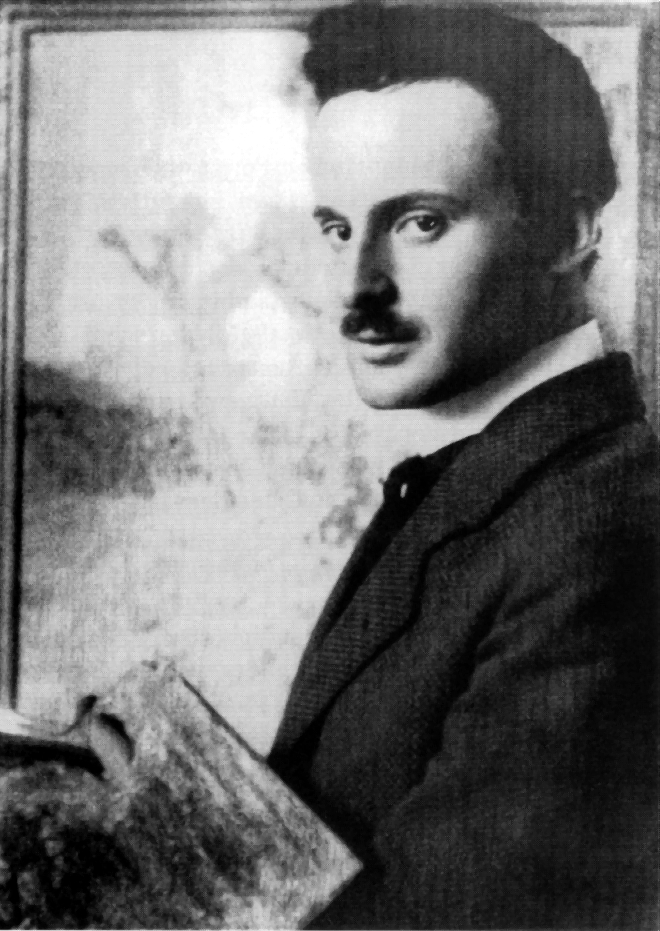
Walter Ophey mit Palette vor dem Ölgemälde Frühlingssonne, 1908

Walter Hugo Ophey (* 25. März 1882 in Eupen; † 11. Januar 1930 in Düsseldorf) war ein deutscher Maler und Grafiker. Er gehörte mit August Macke, Heinrich Nauen und anderen zu den wichtigsten Vertretern des Rheinischen Expressionismus.
Die expressionistischen Arbeiten Opheys galten den Nationalsozialisten als „entartet“, und 1937 wurden in der Aktion „Entartete Kunst“ eine bedeutende Anzahl davon aus öffentlichen Sammlungen beschlagnahmt.

## Leben

### Kindheit und Jugend
Walter Ophey wurde als Sohn des Buchhalters Emil Ophey (* 1842 in Eupen; † 1888 ebenda), der einer preußischen Beamtenfamilie vom Niederrhein aus der Gegend um Kevelaer entstammte, und dessen Frau Louise Ophey (geb. Haeber, * 1853 in Saarlouis; † 1916 in Eupen), Tochter des Zoll- und Steuereinnehmers Friedrich Haeber, in Eupen geboren. Die Mutter stammte mütterlicherseits von einem adligen französischen Geschlecht ab. Die Kindheit verbrachte Ophey mit den beiden Geschwistern, der zwei Jahre älteren Anna Elisabeth (1880–1911) und dem drei Jahre jüngeren Bruder Friedrich Otto (1883–1964), mit dem er eine auffällig äußerliche Ähnlichkeit besaß. Nach dem Tod des Vaters am Abend des 23. Dezember 1888 wurde die Bindung des Sechsjährigen an seine Mutter, die ihren Beruf als Lehrerin wieder aufnahm, fester. Aufgrund der schlechten schulischen Leistungen schickte ihn seine Mutter im Frühling 1898 an das Schweizerische Institut, eine Privatschule in Detmold. 1899 beendete Ophey die Schulzeit erfolgreich mit dem „Einjährigen“ und entschloss sich dazu, Künstler zu werden. Im Wintersemester 1899 immatrikulierte er sich als Gasthörer an der Rheinisch-Westfälischen Technischen Hochschule in Aachen und besuchte die Kurse Figuren- und Landschaftszeichnen sowie Aquarellmalen bei Franz Reiff. Nebenher belegte er Abendkurse an der Kunstgewerbeschule Aachen. Im Jahr 1900 war er im Atelier des Bildhauers Karl Krauß, der als Professor für Modellieren in Aachen tätig war, beschäftigt.

### Kunstakademie Düsseldorf

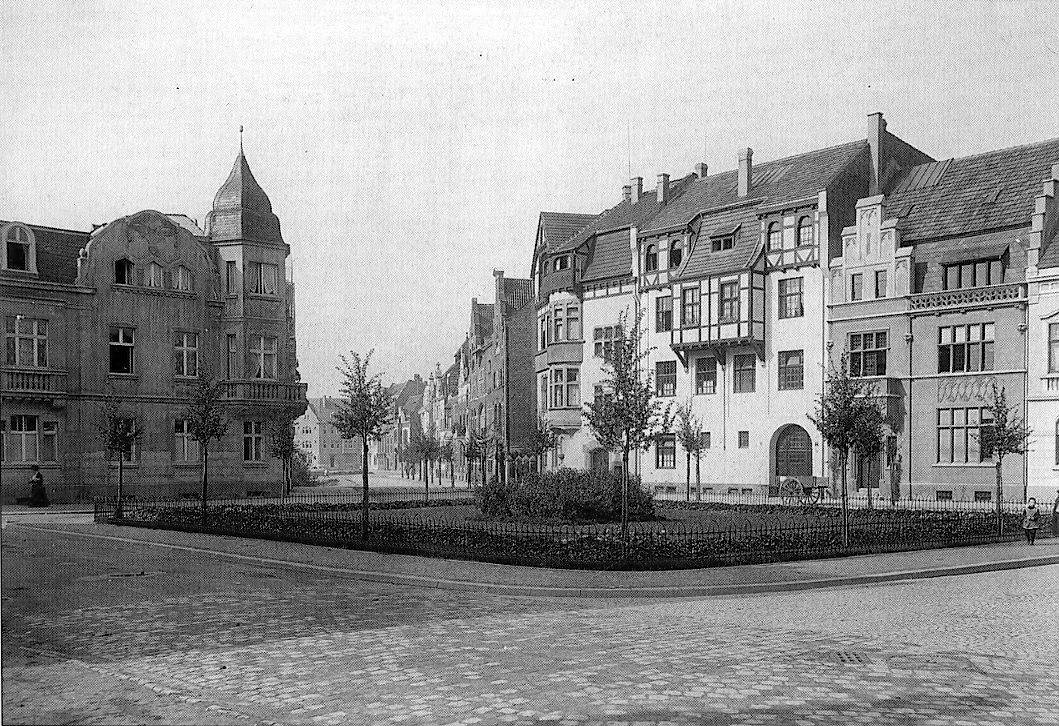
Blick auf das Atelierhaus Pehle am Drakeplatz in Oberkassel im Jahr 1905

Im Oktober 1900 nahm Walter Ophey sein Studium an der Düsseldorfer Kunstakademie auf und begann, entsprechend dem Ausbildungsweg der Akademie, in der Elementarklasse unter der Leitung von Ernst Roeber und Willy Spatz. In den ersten Jahren seiner Zeit auf der Akademie entwickelte Ophey freundschaftliche Beziehungen zu Albert Pehle, einem aus Lippstadt stammenden „Bildhauer und Raumausstatter, der zahlreiche Altarensembles und Einzelfiguren für rheinische und westfälische Kirchen“ schuf. Mit Heinz May (1878–1954), der von 1901 bis 1908 an der Düsseldorfer Akademie studierte, teilte sich Ophey im Haus von Albert Pehle am Drakeplatz in Düsseldorf-Oberkassel ein Atelier. Mit Josef Kohlschein bestand eine enge künstlerische Verbindung bis 1915, die jedoch in dem Maße abnahm, in dem sich Ophey zu einem Protagonisten der rheinischen Moderne entwickelte.
Ab November 1904 besuchte er in der Landschaftsklasse von Eugen Dücker und wurde um 1905 dessen Meisterschüler. In diesem Jahr begann mit der ersten Ausstellungsbeteiligung auf der Verkaufs-Ausstellung des Kunstvereins für die Rheinlande und Westfalen für Ophey der künstlerische Durchbruch. Zudem soll Alfred Flechtheim in diesem Jahr das erste Bild von Ophey gekauft haben. Einen ersten größeren Erfolg erreichte Walter Ophey 1906 auf der überregional beachteten, von Mai bis November dauernden, Deutschen Kunstausstellung in der Kölner Flora. Unter anderen Werken Opheys waren das Postkartenmotiv Aus der Flora, 1906 – eines von insgesamt zehn Motiven –, das eine Ansicht aus der Flora zeigt, zu sehen. 1907/1908 gehörte er zu den Gründern der secessionistischen Künstlergruppe Niederrhein.

### Sonderbund
Im Jahr 1909 schlossen sich Ophey und die Düsseldorfer Maler Julius Bretz, Max Clarenbach, August Deusser, Wilhelm Schmurr und andere zusammen und gründeten die Gruppe Sonderbund, dessen Name sich auf die im Mai 1908 veranstaltete Sonder-Ausstellung in der Düsseldorfer Kunsthalle bezog. Die Gruppe, in der sich bislang sieben Künstler befanden, erweiterte sich um die Künstler Otto von Wätjen, Ernst te Peerdt, Rudolf Bosselt (1871–1938) und den Typografen Fritz Helmuth Ehmcke (1878–1965). Später kam der aus Hagen stammende Christian Rohlfs hinzu, der von den jüngeren Mitgliedern eine künstlerische Vorbildfunktion erhielt. In den folgenden Jahren entwickelte sie sich zu einer der bedeutendsten Ausstellungsbewegungen der Moderne in Deutschland. Ihr erster Vorsitzender war Karl Ernst Osthaus, sein Stellvertreter der Kölner Zigarettenfabrikant Josef Feinhals.
Unter der Gruppe Sonderbund fanden mehrere Gemeinschaftsausstellungen statt. Am 24. Mai 1912 wurde die Internationale Kunstausstellung des Sonderbundes Westdeutscher Kunstfreunde und Künstler zu Cöln 1912 eröffnet, die vierte und bedeutendste Ausstellung des Sonderbundes, die als wichtigste Präsentation europäischer Moderne vor dem Ersten Weltkrieg gilt und „in ihrer Struktur direktes Vorbild der […] ‚Armory Show‘, die ein Jahr später in New York stattfand.“ war. Gezeigt wurden 577 Gemälde und Zeichnungen sowie 56 Skulpturen aus sieben Ländern. Allein Vincent van Gogh war mit über 110 Werken vertreten. Weitere beteiligte Künstler waren unter anderem Paul Cézanne, Paul Gauguin, Pablo Picasso, Pierre Bonnard, Paul Signac und Henry Edmond Cross. Walter Ophey war mit drei Gemälden aus dem Jahre 1912, Tulpentopf, Hyazinthen und Tulpen und Hyazinthen – alle drei Werke zusammen wurden im damaligen Ausstellungskatalog mit Orangetulpen ausgezeichnet – sowie Villa in Eitdorf, um 1911 entstanden, vertreten. Die Gruppe löste sich im Jahr 1915 offiziell wieder auf.

### Erste Italienreise und Parisaufenthalt
1910 reiste Walter Ophey mit den Malern Carl Schmitz-Pleis (1877–1943) und Carl Plückebaum (1880–1952) für drei Monate nach Italien. Mit dem Zug über Basel kamen sie am 23. Februar in Rom an. In Sorrent, am Golf von Neapel, fertigte Ophey eine Reihe von Werken an. Anfang April schrieb Ophey aus Positano, an der Küste von Amalfi, wo das größte Konvolut dieser Reise entstand und das als Geheimwink unter deutschen Künstlern galt: „Es ist das wundervollste Nest der Welt […], ganz still, malerisch und wirklich schön. Ich müßte eigentlich ein ganzes Jahr hier bleiben, um richtig künstlerisch zu profitieren.“ Nach einigen Tagen in Rom reiste er alleine nach Florenz weiter, wo er sich für vierzehn Tage aufhielt. Unter dem Eindruck der Kunstschätze dieser Stadt deprimierte ihn die eigene künstlerische Arbeit. Ende Mai hielt er sich in Venedig auf und besuchte die Biennale, deren deutscher Beitrag von der Münchener Secession ausgerichtet wurde.
Von Oktober bis Anfang November 1911 hielt sich Ophey, für vier Wochen, in Paris auf. Hier besuchte er zunächst, vor dem Besuch des Louvre, den Herbstsalon und traf dort auf den in der Ausstellung vertretenen Heinrich Nauen sowie August von der Heydt, der ihm Möglichkeiten für einen Besuch bei den führenden Galeristen mit auf den Weg gab. Der Kunsthändler Sagot, den er mehrmals besuchte, machte ihn mit den kubistischen Arbeiten Pablo Picassos bekannt. Im Haus von Ambroise Vollard lernte er dessen umfangreiche Sammlung mit Werken von Paul Cézanne und Paul Gauguin kennen. Nach einem Besuch des Galeristen Paul Durand-Ruel in seiner Privatwohnung, in der Ophey eine der beachtlichsten Sammlungen des französischen Impressionismus kennenlernte, schrieb er überwältigt in einem Brief nach Hause: „Von Degas fabelhafte Pastelle […]. Dann die feinsten Monets, mit sehr starken und trotzdem luftigen Farben. Cézannes Stilleben, eine ungeheure Menge von Renoirs. Einige hängen über dem Waschtisch im Schlafzimmer. Ein Stilleben von Manet auf der Türe. Mehr wert wie die ganze Düsseldorfer Kunsthalle.“ Und im selben Brief hieß es: „Wie armselig und tot Düsseldorf ist, wird mir immer klarer. Die künstlerische Anregung ist gleich null. Hier hat man in ein paar Tagen mehr wie in Düsseldorf in zehn langen Jahren. Man ist noch verhältnismäßig jung und hat die Malform, die die Franzosen schon vor vierzig Jahren hatten. Mein ganzes Können kommt mir hier einfach lächerlich vor.“

### Kriegsjahre

Porträt Elisabeth Boehme-Kohlschein, um 1916

Während des Ersten Weltkriegs wurde Ophey mit seiner Garnison Anfang Januar 1915 als Landsturmmann nach Culm verlegt. Im Januar 1915 erkrankte er an einer schweren Lungenentzündung und wurde Mitte desselben Monats in ein Lazarett verlegt. Aus dem aktiven Kriegsdienst entlassen, kehrte er Anfang Juni 1915 nach Düsseldorf zurück. Zwischen November 1916 und November 1918 wurde er an das Militäramt Düsseldorf abkommandiert. Aufgrund der geregelten Arbeit und der Soldeinnahmen war es Ophey möglich, seine Werke erneut auszustellen. So konnte er im Januar 1917 eine Reihe von Gemälden in der Bonner Gesellschaft für Literatur und Kunst sowie in der Ausstellung Die Kunst im Kriege im Kaufhaus Tietz, Düsseldorf, eine Folge von Kreidezeichnungen zeigen, die während seines Aufenthaltes im Lazarett entstanden waren.
Am 12. Februar 1917 heiratete Walter Ophey Bernhardine Bornemann (1879–1968), die er über Albert Pehle – dieser war seit 1903 mit ihrer Schwester und Klavierlehrerin Aenne Bornemann verheiratet – und Josef Kohlschein um 1904 in Düsseldorf kennengelernt hatte. Die kirchliche Trauung fand am 20. Februar in der katholischen Pfarrkirche in Bigge statt.

### Das Junge Rheinland, die Rheingruppe und die Rheinische Sezession
Im Kölnischen Kunstverein fand im Januar 1918 die Ausstellung Das junge Rheinland statt. Organisiert wurde sie von Walter Cohen. Im November desselben Jahres wurde ein von Adolf Uzarski, Herbert Eulenberg und Arthur Kaufmann verfasster Aufruf an Walter Ophey und 45 weiterer Künstler von diesen verschickt. Der Aufruf hatte zum Ziel, „die durch den Krieg zerstreuten kulturellen Aktivitäten im Rheinland […] zu bündeln, um die künstlerische Bedeutung der Region stärker hervorzuheben.“ Ophey wurde 1919 Mitglied der Künstlervereinigung Das Junge Rheinland – der Name wurde von der im Januar stattgefundenen Ausstellung übernommen –, die er im selben Jahr in Düsseldorf mitbegründet hatte. Wenige Jahre später wechselte er zur Rheingruppe.
Unmittelbar nach der Ausstellung Deutsche Kunst Düsseldorf 1928, die am 2. Mai 1928 eröffnet wurde, schlossen sich das Junge Rheinland, die Rheingruppe sowie eine Reihe Düsseldorfer Künstler zu einer Interessengemeinschaft unter dem Namen Rheinische Sezession zusammen. Johann Baptist Hermann Hundt, Arthur Kaufmann, Walter Ophey, Otto Pankok, Bernhard Sopher und Heinz Tappeser bildeten den Vorstand. Ophey, der im Vorfeld der Ausstellung im Juli 1927 zur Auswahl der Werke nach Würzburg und Nürnberg und im August nach Hamburg reiste, um die Ausstellung Europäische Kunst der Gegenwart im Hamburger Kunstverein zu besichtigen, war von Beginn an Mitglied dieser Gruppe und zugleich Jurymitglied „bei dieser mit 800 Werken und fast 400 Künstlern umfassendsten Darstellung deutscher Moderne vor dem Bildersturm der Nationalsozialisten.“ Walter Ophey stellte vier Ölbilder aus, wovon eines, Kirmesbuden aus dem Jahr 1926, im Katalog abgebildet wurde. Das Ölgemälde Heller Tag, 1927–1928, wurde von Karl Koetschau für das Kunstmuseum Düsseldorf angekauft.

### Zweite Italienreise
Im April des Jahres 1924 brach Ophey mit dem Zug zu einer Studienreise in die Toskana auf. In San Gimignano angekommen, erfuhr er per Eiltelegramm seiner Ehefrau von der Erkrankung seines am 18. Oktober 1920 geborenen Sohnes Ulrich Nikolaus, die ihn zur sofortigen Rückkehr nach Düsseldorf zwang. Der Tod des Sohnes am 14. April, der an einer Hirnhautentzündung verstorben war, „stürzte Ophey in eine tiefe Depression, die sein Leben auch in den kommenden Jahren phasenweise beherrscht und seine körperliche Verfassung in zunehmendem Maße beeinträchtigt[e].“ Ende September brach er erneut, diesmal zusammen mit seiner Frau nach Italien auf, wo sie die Städte Florenz, San Gimignano, Siena und Rom besuchten.

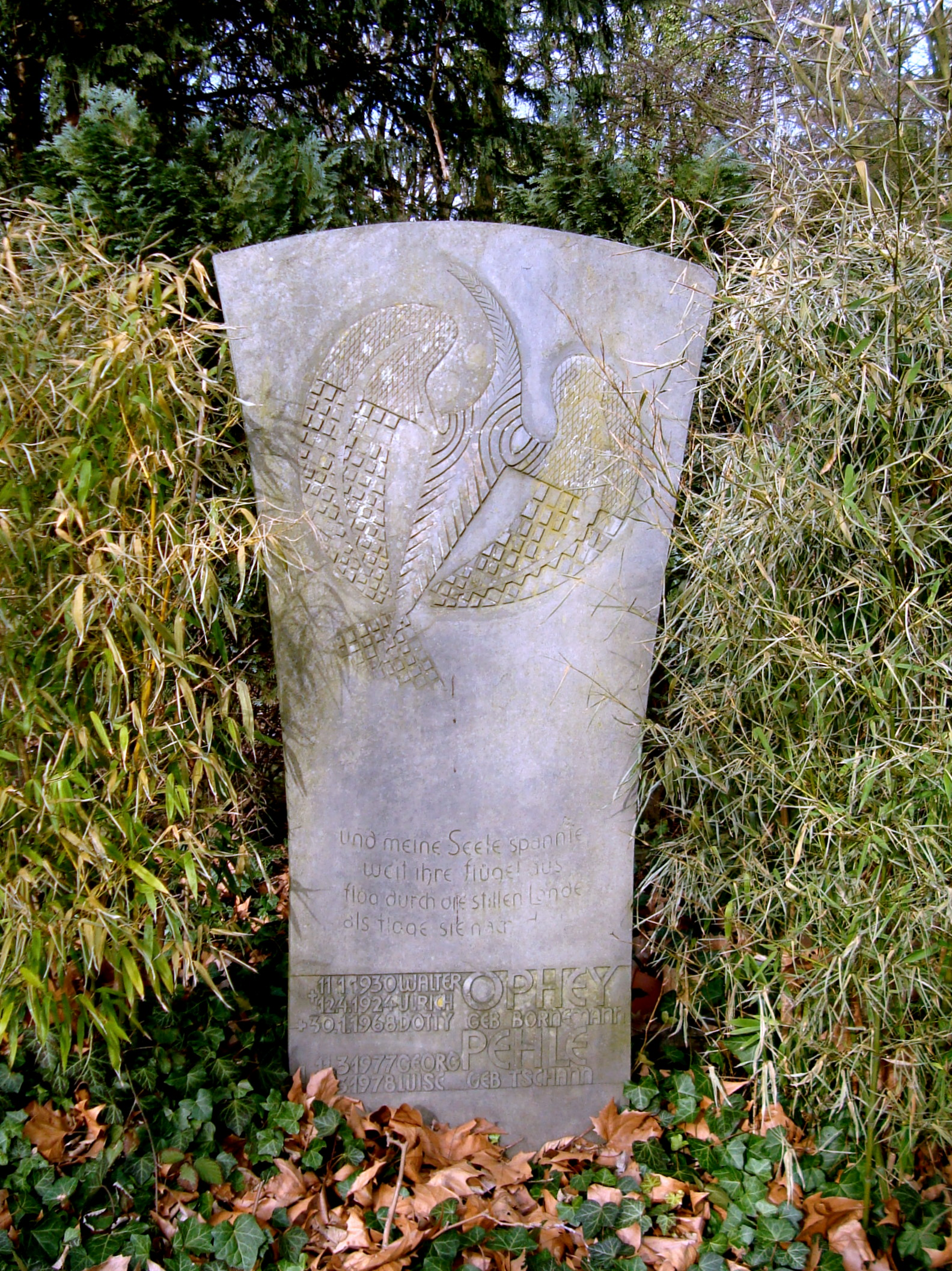
Grabplatte Walter Ophey, 1950, Friedhof Düsseldorf-Heerdt, Entwurf: Ewald Mataré, Ausführung: Joseph Beuys

Anfang Mai 1925 brach Ophey gemeinsam mit Konrad Niermann (1888–1947), ebenfalls Mitglied des Jungen Rheinlands, zu einer weiteren Studienreise nach Sizilien auf. Sie führte über Genua nach Neapel, wo sie Pompei und Paestum besuchten. Mitte Mai kamen sie – über Trapani und Marsala – nach Sciacca und Agrigento, um von dort in das Landesinnere zu gelangen. Über Caltanissetta fuhren sie weiter nach Syracusa und verbrachten einige Tage in Taormina. Ende Mai traten sie, nach einem Aufenthalt in Messina, die Heimreise an. Die während der Reise entstandenen Werke konnte Ophey im August 1925 auf einer Gemeinschaftsausstellung mit Marianne von Werefkin und danach im Essener Kunstmuseum zeigen.

### Letzte Jahre
Ab 1927 hatte sich der gesundheitliche Zustand Opheys auf Grund von zunehmenden asthmatischen Anfällen und Herzbeschwerden verschlechtert. Kuraufenthalte an die Ostsee, in den Harz und zuletzt nach Garmisch-Partenkirchen verbesserten seinen gesundheitlichen Zustand nicht. Am 11. Januar 1930 verstarb Walter Ophey mit 47 Jahren in Düsseldorf. Im Jahr 1950 entwarf Ewald Mataré die Grabplatte für Walter Ophey und seinen frühzeitig verstorbenen Sohn Ulrich Nikolaus aus. Matarés Schüler Joseph Beuys führte den Entwurf aus.
Walter Ophey war Mitglied im Deutschen Künstlerbund.

## Werk

### Frühwerk

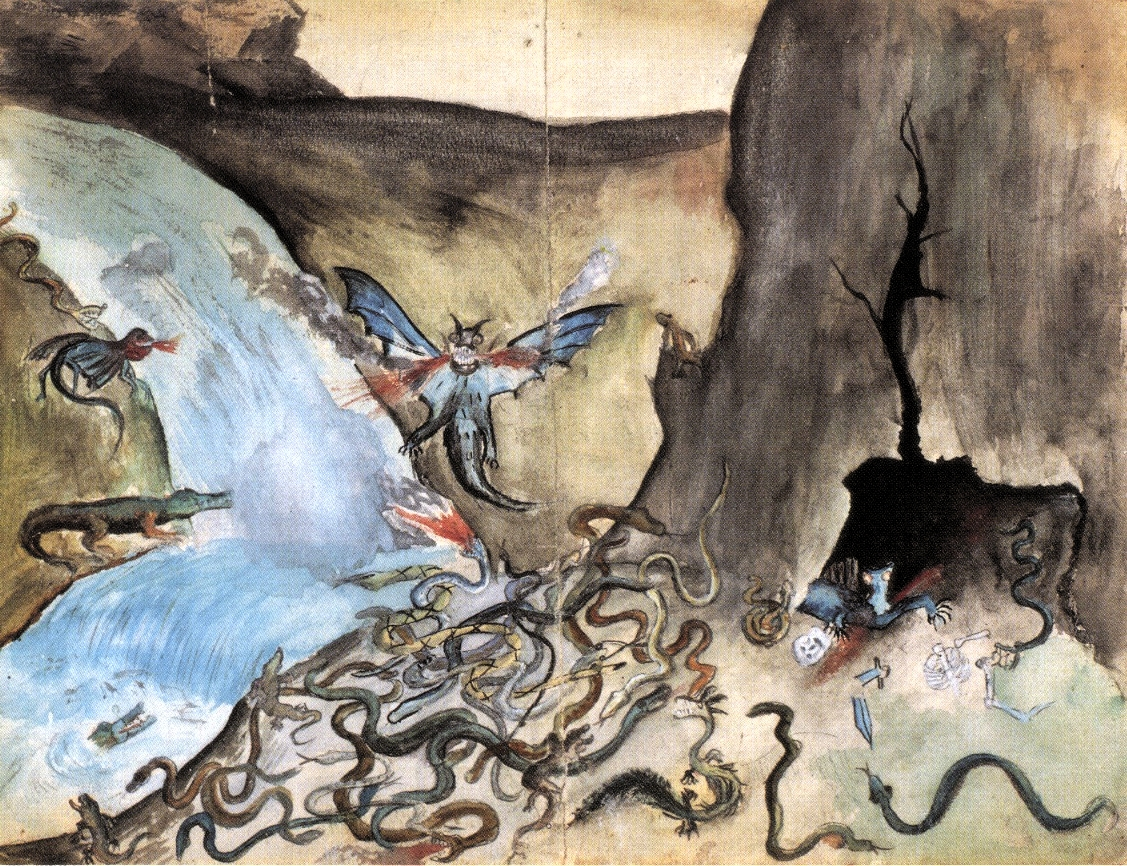
Walter Ophey: Phantastische Geschichte, 1894

Das künstlerische Werk Opheys beginnt 1894 mit dem Aquarell Phantastische Geschichte des damals Zwölfjährigen. Ab Mitte der 1890er Jahre entstanden erste Skizzen von der Eupener Umgebung. So fand er besonders im Tal der Vesdre und in den zwischen Aachen und Eupen gelegenen Orten Kettenis, Nispert und Buschberg Motive für seine Bilder, die er bis etwa 1906 nutzte. Bis 1904 entstanden Kohle- und Bleistiftzeichnungen nach Gipsbüsten, anatomische Detailstudien nach lebenden Modellen sowie einige Porträts. Auch während der ersten Studienjahre auf der Kunstakademie bei Eugen Dücker ab 1904, arbeitete Ophey weiter im Freien am Motiv der Weide, das er seit 1900 verfolgte.

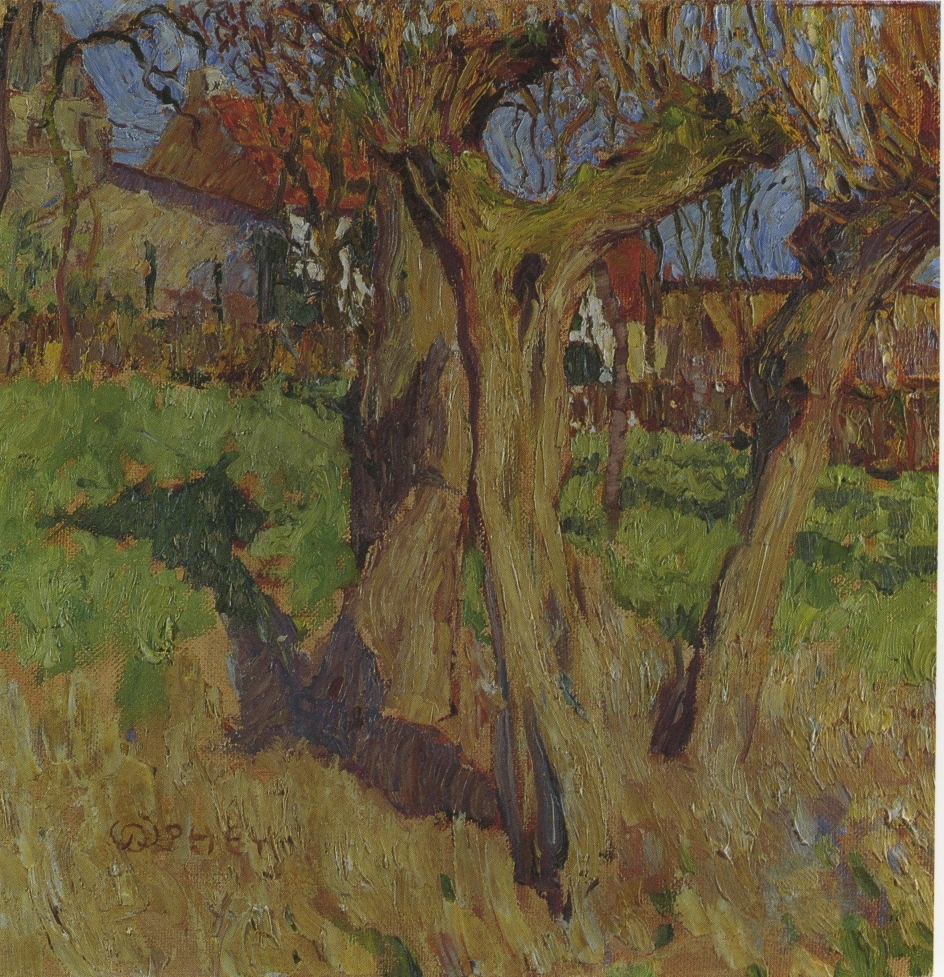
Beim Brandts Jupp, 1905

Mit dem Gemälde Beim Brandts Jupp, einem Weidenmotiv, erreichte Ophey nach eigenen Aussagen im Frühling 1905 seinen künstlerischen Durchbruch. Das quadratische Bild zeigt im vorderen Teil der Bildmitte zwei Weidenstämme sowie eine dritte Weide, die sich rechts davon befindet und deren Stamm sich zum rechten oberen Bildrand neigt. Erstmals stellte Ophey sein Motiv in prallem Sonnenlicht dar und der Malduktus wird mit dem pastosen Farbauftrag freier und heftiger als in den Werken zuvor. Das Gemälde benannte Ophey nach dem im Hintergrund dargestellten Wittlaerer Ausflugslokal gleichen Namens.
Bis 1907 entwickelte Ophey, weitgehend noch unbeeinflusst von den künstlerischen Entwicklungen außerhalb Düsseldorfs, mit den in Niederkassel und Wittlaer, bei Malaufenthalten in Drevenack an der Lippe, am Niederrhein und an der Erft entstanden Werken, die sich durch ihre unbeschwerten experimentelle Maltechnik mit den Farben auszeichnen, die als „expressiver Naturalismus“ charakterisiert wurde. „Motivisch, technisch und in der Farbigkeit seiner Werke befreite sich Ophey als erster Düsseldorfer Maler von dem lange Zeit gültigen Vorbild der niederländischen Landschaftsmalerei.“

### Hellmalerei
Mit dem Jahr 1908 begann eine Phase der Freilichtmalerei, wofür das Bild Frühlingssonne aus dem Jahr 1908 aufgrund seiner überaus hellen Farbigkeit und pointillistischen Malweise als eines der innovativsten Bilder des Jahres 1908 gilt. Dargestellt wird eine lichtdurchflutete grüngelbe Wiesenlandschaft mit fünf Weiden, deren lange Schatten von der tiefstehenden Morgensonne an den unteren linken Bildrand geworfen werden. Die Baumsilhouetten löste Ophey mit aufgetupften, pastosen Pinselstrichen auf, die er nebeneinander auf die grundierte, teilweise frei bleibende Leinwand setzte. In Frühlingssonne werden dekorative Flächenformen mit einer Heftigkeit der Malweise verbunden, die seinem späteren, expressionistischen Werk vorgreift.
Der Höhepunkt dieser künstlerischen Phase entwickelte sich auf seiner ersten Reise nach Italien im Jahr 1910. Ein Jahr zuvor, während eines Aufenthaltes an der belgischen Küste, beklagte sich Ophey, dass seine „Studien alle Kappes“  („Unfug“) seien, da sie kein Licht haben, „man muß lange hier sein, um das alles gut zu malen.“ Das Ölgemälde Positano in der Sonne, welches Ophey als eines seiner wichtigsten Werke ansah – er verkaufte es nie, war aber des Öfteren auf den retrospektiven Einzelausstellungen in der Galerie Flechtheim ausgestellt –, zeigt die bis heute weitgehend unveränderte Ansicht der Bucht von Positano mit Blick auf das terrassenförmig angelegte Fischerdorf und seine Kirche mit der grüngelben, keramischen Kuppel. Ophey baute „die gesamte Farbigkeit des Bildes auf Weiß und mit Weiß aufgehellten Ocker-, Braun-, Rotbraun- und Gelbgrüntönen auf.“

Werke Opheys
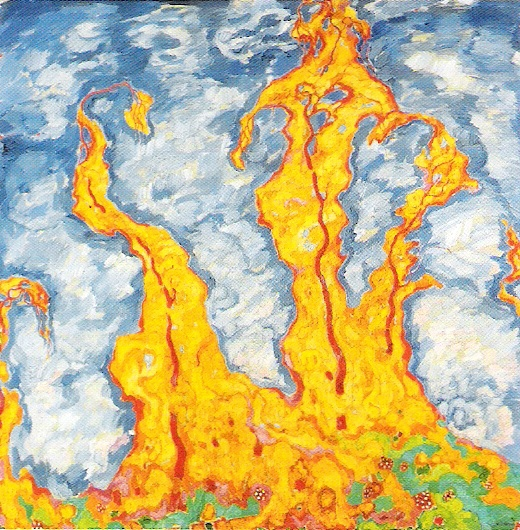
Herbstphantasie, 1912, Öl auf Leinwand, 160 × 160 cm
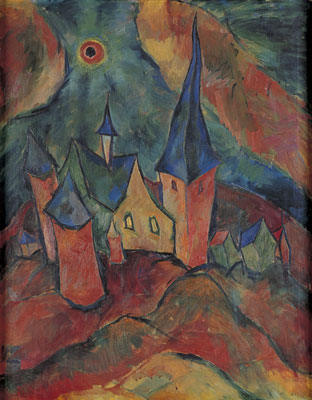
Kirche mit Sonne, Bigge, 1919–1920, Öl auf Leinwand, 70 × 50 cm
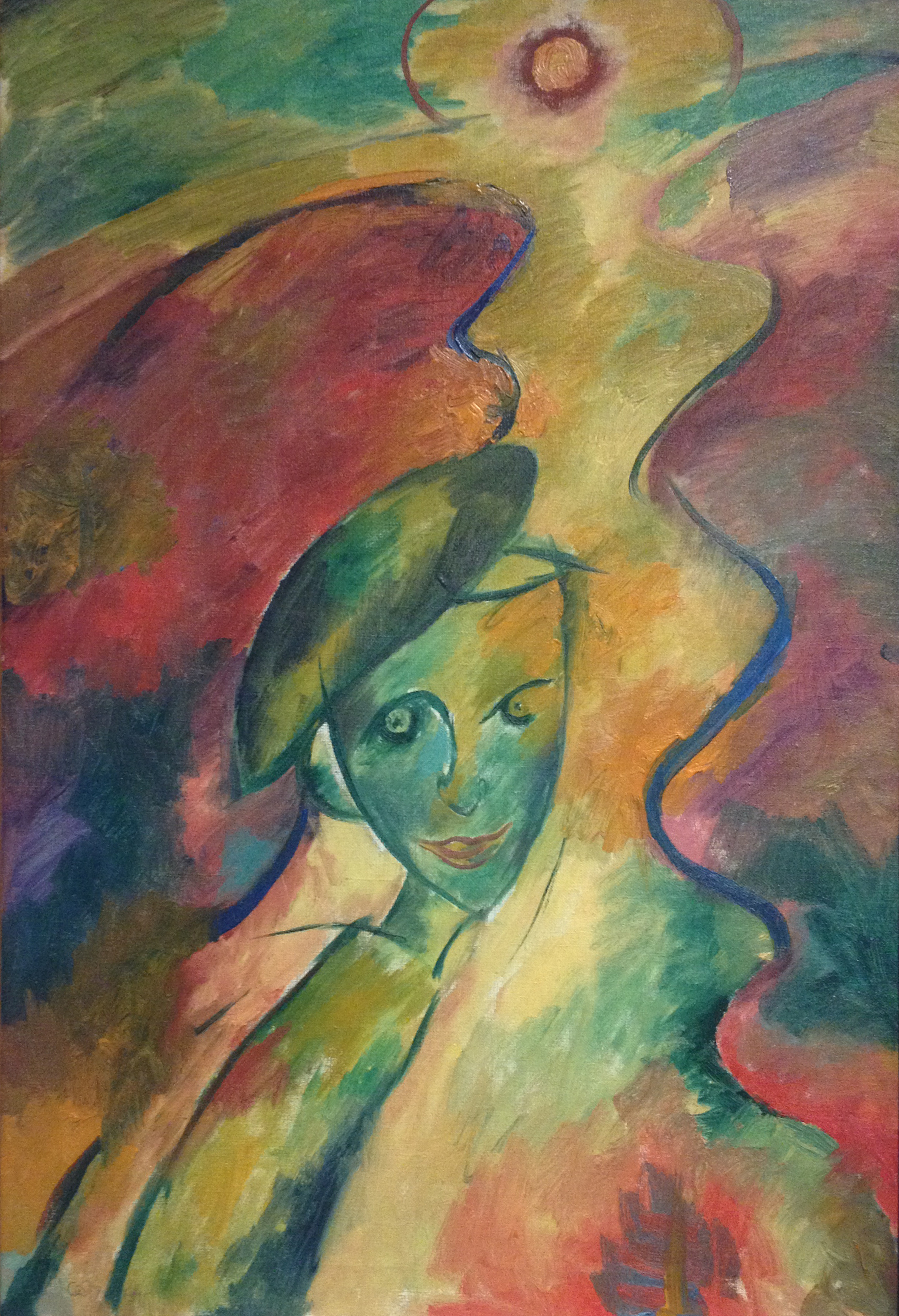
Bolschewik, um 1920, Öl auf Leinwand, 67,5 × 47 cm
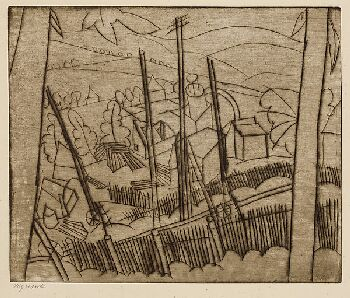
Sägewerk, Radierung, 1920–1923, 33,2 × 40,5 cm
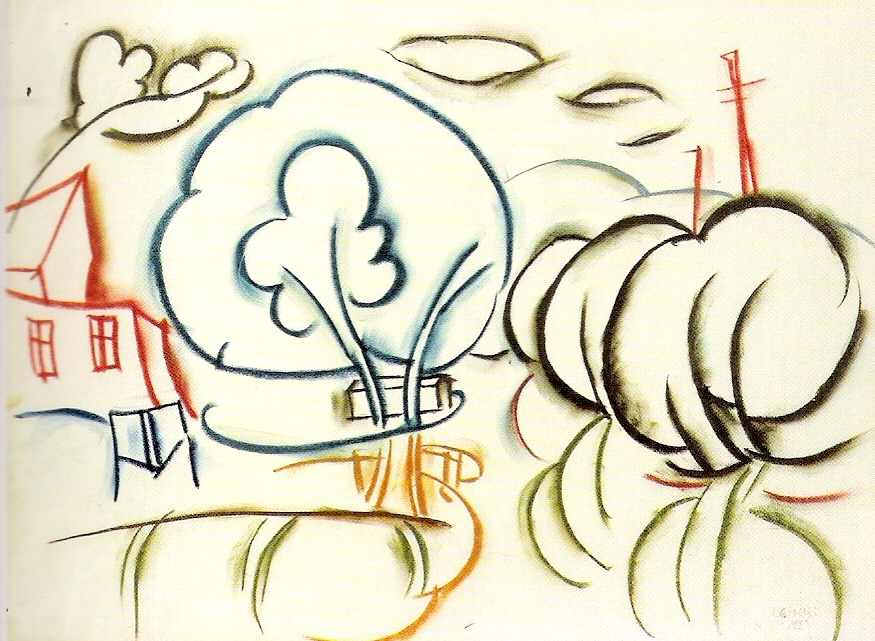
Haus und Bäume, 1922, Kreide, 33 × 43,5 cm

## Werke (Auswahl)

### Gemälde (Auswahl)
Soweit nicht anders angegeben, sind alle Gemälde in Öl auf Leinwand.
- um 1905: Beim Brands Jupp, 51 × 50 cm, Kunstmuseum Düsseldorf
- um 1906: Kopfweiden am Niederrhein, 67,5 × 67,5 cm, Privatbesitz Düsseldorf
- 1906–07: Niederkassel, Öl auf Karton auf Leinwand, 38 × 42 cm, Privatbesitz
- 1908: Frühlingssonne, 68 × 67,5 cm, Nachlass Ophey
- 1910: Küste bei Positano, 70 × 65 cm, Kunstmuseum Düsseldorf
- 1910: Garten in Sorrent, 70,0 cm × 65,5 cm, Privatbesitz Düsseldorf
- 1912: Tulpentopf, 50,5 × 40 cm, Galerie Paffrath, Düsseldorf
- um 1913: Brennender Dornbusch, 65,8 × 70,5 cm, Privatbesitz Düsseldorf
- um 1913: Parklandschaft, 70 × 70 cm, Privatbesitz
- um 1914: Junge Frau im Grünen, Öl auf Papier auf Karton, 46,5 × 34,5 cm, Privatbesitz
- 1914: Sterbender Christus, ausgestellt 1914 Galerie Flechtheim Düsseldorf „Rheinische Expressionisten“, Sammlung Hartwig Garnerus, München
- 1916: Selbstbildnis als Lazarettsoldat, Sammlung Hartwig Garnerus, München

### Druckgrafik (Auswahl)
- Landschaften (Mappe mit acht Radierungen, 1921–1923; WV Kraus D 34 bis D 41)

## Ausstellungen (Auswahl)
- 1905: Verkaufs-Ausstellung des Kunstvereins für die Rheinlande und Westfalen, Düsseldorf, Juni
- 1906: Deutsche Kunst-Ausstellung, Flora, Köln, Mai bis November.
- 1912: Internationale Kunstausstellung des Sonderbundes Westdeutscher Kunstfreunde und Künstler zu Cöln, Ausstellungshalle der Stadt Köln, Am Aachener Tor, 25. Mai bis 30. September.
- 1919: Das Junge Rheinland, Städtische Kunsthalle, 22. Juni bis 20. Juli.
- 1928: Deutsche Kunst, Kunstpalast Ehrenhof, Mai bis Oktober.
- 1930: Rheinische Sezession. Jahresausstellung mit einer Gedächtnis-Ausstellung für Walter Ophey, Städtische Kunsthalle Düsseldorf, Mai und Juni 1930.
- 2012: Auf der Suche nach Licht –  Der Maler Walter Ophey, Deutsche Bundesbank, Hauptverwaltung NRW, Düsseldorf.
- 2018: Walter Ophey – Kalligrafische Landschaften, Clemens Sels Museum Neuss, Juni bis September 2018
- 2018–2020: Walter Ophey – Farbe bekennen, Kunstpalast Düsseldorf (2018–2019), Museum Kulturspeicher Würzburg (2019–2020)